# Klaus Augenthaler
Klaus Augenthaler (* 26. září 1957, Fürstenzell) je bývalý německý fotbalista, který reprezentoval Německou spolkovou republiku i sjednocené Německo. Hrával na pozici obránce. V současnosti působí jako trenér.
S německou reprezentací se stal mistrem světa na šampionátu v Itálii roku 1990 a získal stříbrnou medaili na mistrovství světa v Mexiku roku 1986. Celkem za národní tým odehrál 27 utkání.
Celou svou fotbalovou kariéru strávil v Bayernu Mnichov. Získal s ním sedm mistrovských titulů (1980, 1981, 1985, 1986, 1987, 1989, 1990), třikrát německý pohár (1982, 1984, 1986) a dvakrát se probojoval do finále Poháru mistrů evropských zemí (1981/82, 1986/87).
Po ukončení hráčské kariéry se věnovat trénování (Bayern Mnichov, Grazer AK, 1. FC Norimberk, Bayer Leverkusen, VfL Wolfsburg, SpVgg Unterhaching). V roce 2005 byl jmenován nejlepší jedenáctky klubové historie. Nyní pracuje jako expert pro FC Bayern-TV.

## Hráčská kariéra

### Kluby
Augenthaler nastoupil do mládežnického oddělení FC Bayern Mnichov ze svého domovského a mládežnického klubu FC Vilshofen v roce 1975. V mládeži byl aktivní rok, dokud ho Gyula Lóránt neangažoval jako předsunutého obránce a později jako libera v profesionálním týmu Bayern Mnichov.
12. října 1977, Augenthaler sehrál svůj první zápas Bundeslize. Ve 20. minutě také vstřelil první gól ve vítězném domácím utkání 3:0 nad týmem Borussia Dortmund. Poté následovalo 403 dalších odehraných zápasů v Bundeslize a v každé sezóně do roku 1990/91 vstřelil alespoň jeden gól. Odehrál také 50 zápasů (8 gólů) v poháru DFB a 89 zápasů (14 gólů) v evropském poháru.
Augenthalerova kariéra v Bayernu Mnichov byla korunována mnoha úspěchy. Augenthaler vyhrál sedm německých šampionátů, byl dlouhou dobu kapitánem týmu a byl považován za jednoho z nejlepších liberů v Německu. „Auge“, jak zněla jeho přezdívka, byl známý dlouhými pasy a úspěšnou střelbou z volného kopu. Speciální branku vstřelil v roce 1989, když překonal brankáře Uliho Steina v zápase proti Eintrachtu Frankfurt s 50 metrů dlouhým doletem ze středového kruhu. Tento gól byl vybrán jako gól desetiletí 80. let.
Augenthaler odehrál svůj poslední zápas v Bundeslize 15. června 1991, remízu 2:2 s Bayer 05 Uerdingen: V 66. minutě byl nahrazen Manfredem Benderem. Jako hráč a dlouholetý kapitán (1984–1991) formoval Augenthaler úspěšnou éru klubu. Nepodařilo se mu však vyhrát Pohár mistrů evropských zemí: v roce 1982 Bayern Mnichov prohrál finálový zápas proti Aston Villa. Ve finále roku 1987, ve kterém Bayern prohrál s FC Porto 1:2 nebyl na hřišti kvůli červené kartě, kterou obdržel v semifinále proti Realu Madrid. Smolný byl i jeho poslední zápas v Poháru mistrů, kdy v semifinále proti Červené hvězdě Bělehrad náhodně nasměroval blokovaný míč proti svému vlastnímu brankáři Raimondovi Aumannovi a vstřelil si vlastní branku.

### Pozice a hráčské číslo
Jak v národním týmu, tak v klubových týmech Augenthaler hrál většinou na pozici libera, byl zodpovědný za organizaci obrany a většinou prováděl volné kopy. Jeho zvláštní schopností byla neobvykle tvrdá střela. Až na výjimky nosil na dresu hráčské číslo 5, které před ním v klubu nosil Franz Beckenbauer.

### Národní tým
Augenthaler si poprvé oblékl národní dres ve výběru mládeže Německého fotbalového svazu DFB, za nějž nastoupil jedenáctkrát a vstřelil tři góly. Debutoval 15. října 1975 v Trelleborgu v remíze 1:1 proti švédskému výběru. Následovalo deset nasazení v řadě, během nichž zaznamenal svůj první ze tří gólů ve svém pátém zápase 3. března 1976 v Dušanbe, v němž jeho tým zvítězil 2:0 nad Maďarskem. Svůj poslední zápas za tento výběr odehrál 1. června 1976 v maďarském Balatonfűzfő, kde Německo zvítězilo 3:2 nad výběrem Československa.
Augenthaler hrál osmkrát za národní tým B; poprvé 11. září 1979 v Kaiserslautern, kdy nahradil Ditmara Jakobse ve vítězném zápase 2:1 nad Rumunskem. Ve svém druhém zápase 16. října v Koblenzi, kdy Německo zvítězilo nad týmem Lucemburska 9-0, vstřelil svůj jediný gól za tento tým.
Za německou fotbalovou reprezentaci hrál 27krát, poprvé 5. října 1983 v kvalifikaci na Mistrovství Evropy 1984, kdy Německo porazilo Rakousko 3:0 v Gelsenkirchenu. Augenthaler se zúčastnil dvou mistrovství světa a stal se mistrem světa ve svém posledním mezinárodním zápase 8. července 1990 v Římě - proti Argentině 1:0. Za to obdržel – s celou jedenáctkou Mistrů světa - stříbrný vavřínový list, nejvyšší německé sportovní ocenění.